# 니시아키루촌
니시아키루촌(西秋留村)은 도쿄도 니시타마군에 설치되었던 촌이다. 현재의 아키루노시 중부에 해당한다.